# Zlatni rat
Zlatni rat – półwysep w Chorwacji, będący częścią wyspy Brač na Morzu Adriatyckim. Administracyjnie należy do miejscowości Bol.
Położony jest w południowej części wyspy, u podnóża Vidovej Gory, ok. 1,5 km od centrum Bolu. Jego długość wynosi ok. 400 metrów, z czego 150 metrów to część niezadrzewiona. Zbudowany jest ze żwiru. Znajduje się na nim plaża, stanowiąca atrakcję turystyczną regionu i uznawana za jedną z najsłynniejszych nad Adriatykiem. W okolicach plaży uprawia się m.in. następujące dyscypliny sportowe: snorkeling, narciarstwo wodne, windsurfing, surfing, kitesurfing, siatkówkę plażową, spadochroniarstwo.

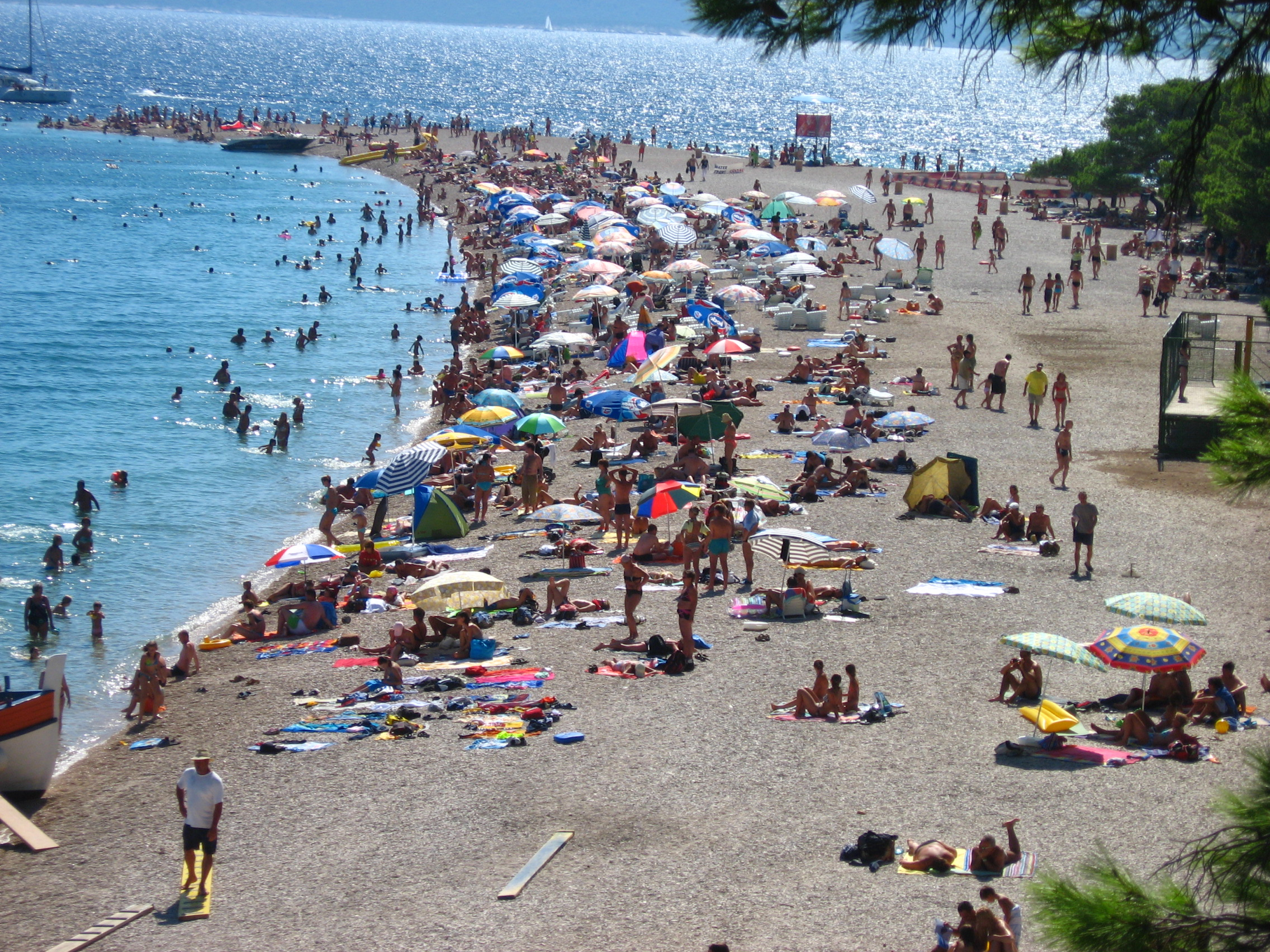
Zlatni rat – ramię „lewe”...
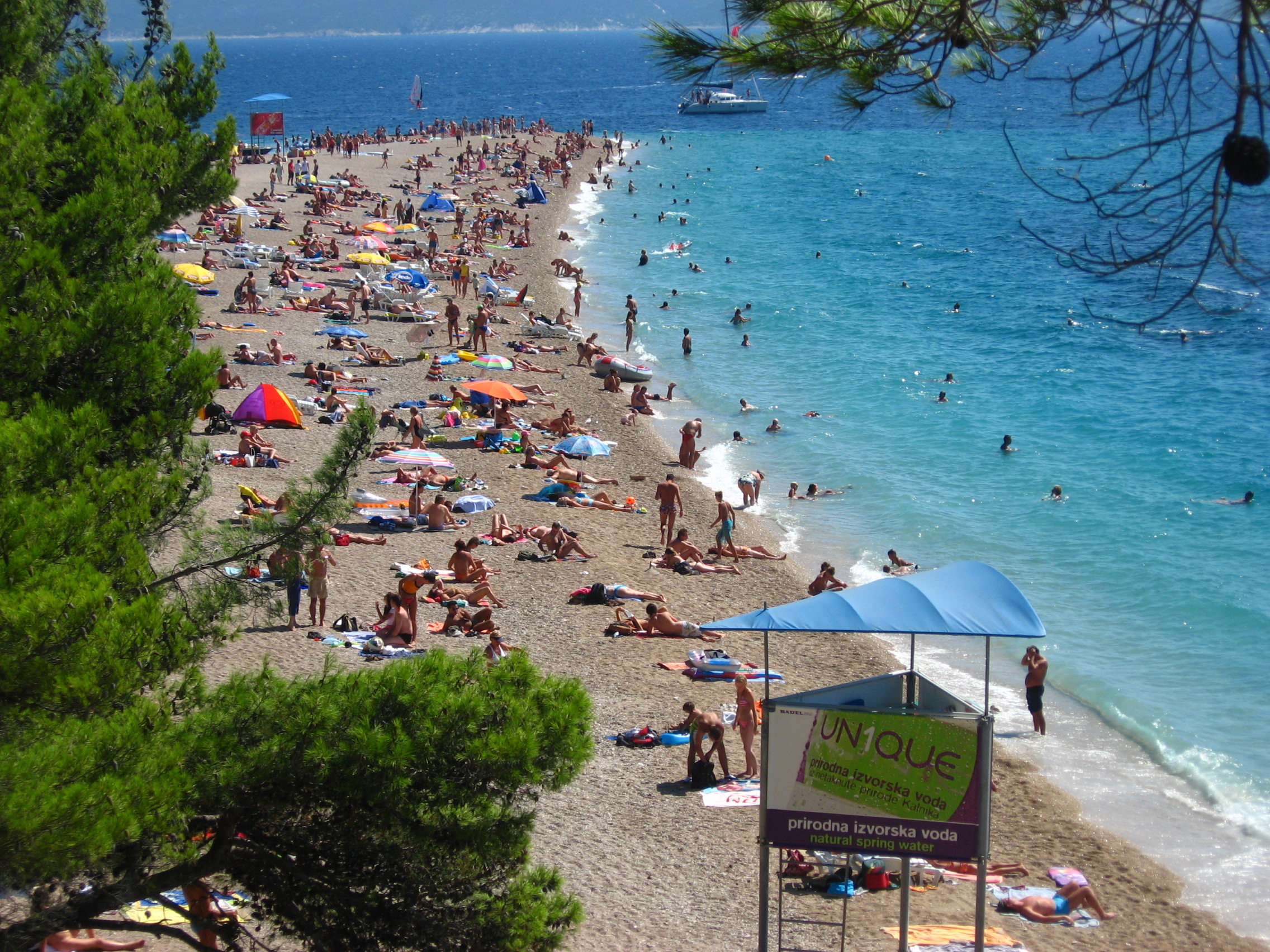
...i ramię „prawe”

Cypel tego półwyspu może czasami zmieniać swój kształt, zależnie od zmieniającego się kierunku dominujących tu prądów.